# 谷岡慎一
谷岡 慎一（たにおか しんいち、1987年（昭和62年）2月16日 - ）は、フジテレビのアナウンサー。

## 来歴
高知県生まれ。親が転勤族だったため、中学までは高知・大阪・香川・大阪・千葉を転々とし、転校が多かった。
船橋市立小室中学校卒業後、野球留学のため高知県へ。
土佐高等学校卒業。高校の同級生には、フリーアナウンサーの坂木萌子がいる。高校では寮生活しながら野球部に所属していたが、1年生の冬に腰の怪我をして野球を断念し、高知にある祖父の家で下宿していた。
一浪し、法政大学経営学部経営学科入学。法政大学自主マスコミ講座21期卒業生で、講座の同期に元テレビ東京アナウンサーの白石小百合がいる。2010年3月24日に日本武道館で行われた「第128回 法政大学学位授与式」では、2人で司会を担当した。
アナウンサーを志望したのは大学2年の時で、アルバイト先の先輩に薦められたのがきっかけ。また、高校時代に怪我を負って野球を辞めて以来、スポーツを見るのも嫌な状態になっていたが、たまたま祖父が見ていたアテネ五輪の体操競技のテレビ実況を聞いて、再びスポーツに熱くなり、アナウンサーを目指す決心をした。
NHK（日本放送協会）の入局試験も受験したものの、最初に内定が出たフジテレビに入社を決め、2010年に入社。同期入社は、木下康太郎・山﨑夕貴・細貝沙羅（異動）。
入社1年目の10月より野球の実況を担当している。
2017年5月11日、自身が出演する『ノンストップ!』の生放送の中で、NHKアナウンサーの桑子真帆と結婚することを報告。プロポーズの場面を再現する一幕もあった。桑子の30歳の誕生日にあたる2017年5月30日に婚姻届を提出した。その後、2018年6月3日に離婚。双方とも出演番組で、離婚については話題にしなかった。
2020年6月2日放送の『ノンストップ!』において、再婚することを報告、同年11月28日、都内のホテルで挙式&披露宴を開いた（前妻の桑子とは式を挙げておらず、今回の結婚式が1回目となる）。
2022年10月22日の日本シリーズ・ヤクルト対オリックス第1戦（明治神宮野球場）で自身初となる日本シリーズ中継の実況を担当した。
2023年4月16日に行われた第83回皐月賞で自身初のクラシック競走実況となった。
2023年6月28日付で主任に昇進。

## 人物
資格は、普通自動車免許・漢字検定2級・話しことば検定2級を所持。特技は、ピアノ・野球（阪神タイガースファン）で、特にピアノは3歳からやっている。また釣りを趣味としており、フジテレビアナウンス公式サイトでも『谷岡慎一の釣った奴が正義』と題するオンデマンド配信番組も持っている。

## 出演番組
レギュラー出演番組・キャスター名（地上波）
| 2010.10 | 2012.9 | スーパーニュース フィールドキャスター | スーパーニュース フィールドキャスター | （なし）                            | （なし）                                                      | （なし） |
| 2012.10 | 2013.3 | （なし）                              | （なし）                              | （なし）                            | （なし）                                                      | （なし） |
| 2013.4  | 2014.9 | ノンストップ! プレゼンター            | （なし）                              | （なし）                            | ノンストップ! プレゼンター                                    | （なし） |
| 2014.9  | 2015.9 | ノンストップ! プレゼンター            | （なし）                              | めざましテレビ 『ココ調』リポーター | ノンストップ! プレゼンター                                    | （なし） |
| 2015.9  | 2016.3 | ノンストップ! プレゼンター            | （なし）                              | （なし）                            | めざましテレビ 『ココ調』リポーターノンストップ! プレゼンター | （なし） |
| 2016.4  | 2016.9 | ノンストップ! プレゼンター            | （なし）                              | （なし）                            | ノンストップ! プレゼンター                                    | （なし） |
| 2016.10 | 2020.9 | （なし）                              | （なし）                              | ノンストップ! プレゼンター          | ノンストップ! プレゼンター                                    | （なし） |
| 2020.10 | 現在   | （なし）                              | ノンストップ! プレゼンター            | （なし）                            | ノンストップ! プレゼンター                                    | （なし） |
| 備考    |        |                                       |                                       |                                     |                                                               |          |

### その他
- スポーツ中継（野球・競馬・バレーボール・スピードスケート・陸上・ゴルフ・フィギュアスケート・駅伝・卓球・柔道・マラソン）
- みんなのKEIBA（実況）
- プロ野球ニュース
- 芸能界麻雀最強位決定戦 THEわれめDEポン（実況）
- 谷岡慎一の釣った奴が正義（アナマガ）
- FNNニュース（2012年3月5日） - サッカー女子アルガルベカップ「日本×アメリカ」中継内
- FNNスーパーニュースWEEKEND（2012年9月8日、9日） - 永島昭浩が夏休みのため代理。スポーツコーナー
- ラブリームービー いとしのムーコ（Season1・Season2） - こまつさん役
- VS嵐（2016年11月10日 - 2020年12月24日 、天の声（不定期で週替わり担当））
- S-PARK（ニュースキャスター、7月18日、7月24日、8月21日、10月23日、2022年1月16日、3月26日、5月15日）
- VS魂 (2021年1月14日 - 2022年4月21日、天の声(週替わり))

## 競馬GI実況歴
- フェブラリーステークス（2016年 ‐ 2017年）
- 皐月賞（2023年）
- NHKマイルカップ（2018年、2020年、2022年）[11]
- ヴィクトリアマイル（2016年 ‐ 2017年、2019年、2021年）[12]
- 優駿牝馬（2024年 - ）
- 安田記念（2022年 - 2024年）
- スプリンターズステークス（2018年 ‐ 2021年）

社名競走（フジテレビ賞）
- スプリングステークス（2023年）